# Forstabfindung
Als Forstabfindung wird eine Entschädigung für den Entzug von Nutzungsrechten an Grundstücken bezeichnet, die im Eigentum einer Gemeinde, Gemeinschaften oder anderen Privatpersonen standen. Häufig handelte es sich um Forsten, Torfmoore und Weiden. Die Berechtigten konnten Nutz- und Brennholz, Streu und Torf entnehmen und die Grundstücke als Weideland nutzen.
Nach der Französischen Revolution wollte man diese Grundstücke im Interesse einer rationellen Land- und Forstwirtschaft von den lehnsrechtlichen Nutzungslasten befreien. Dazu mussten die Rechte der Nutzungsberechtigten abgefunden werden. Die deutschen Länder, beginnend mit der Stein-Hardenbergischen Gesetzgebung in Preußen, erließen dazu Vorschriften, die sog. Gemeinheitsteilungsgesetze, nach denen eine Entschädigung in Form einer Barzahlung oder in Land erfolgen konnte. Überwiegend handelte es sich um Forstnutzungen. Man findet daher häufig die Bezeichnung „Forstabfindung“, aber auch Forstabgeltung, Forstablösung oder Landabfindung. In manchen Fällen wurde dieser Begriff übertragen auf das betreffende Grundstück, so in Messtischblättern oder in Berichten über Landverkäufe von Gemeinden.
Das Problem der Ablösung der so genannten Waldservituten hat viele Forstleute über Jahrzehnte beschäftigt, unter ihnen Georg Ludwig Hartig und Wilhelm Pfeil.